# BAR 007
Chronologie des modèles (2005)
BAR 006
La BAR 007 est une monoplace de Formule 1 de l'écurie British American Racing engagée au cours de la saison 2005, aux mains de Jenson Button, Takuma Satō et Anthony Davidson.

## Historique

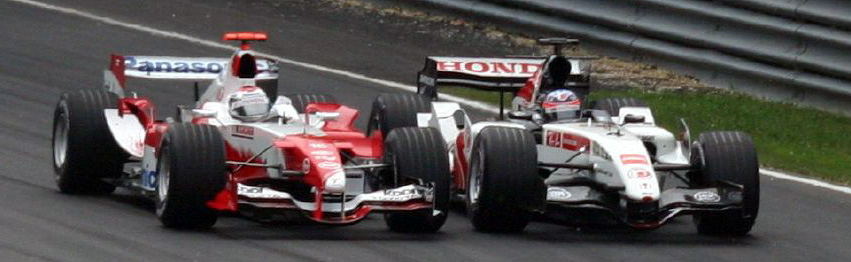
Takuma Sato à la lutte avec Jarno Trulli (Toyota TF105) au quatrième tour du Grand Prix du Canada 2005.

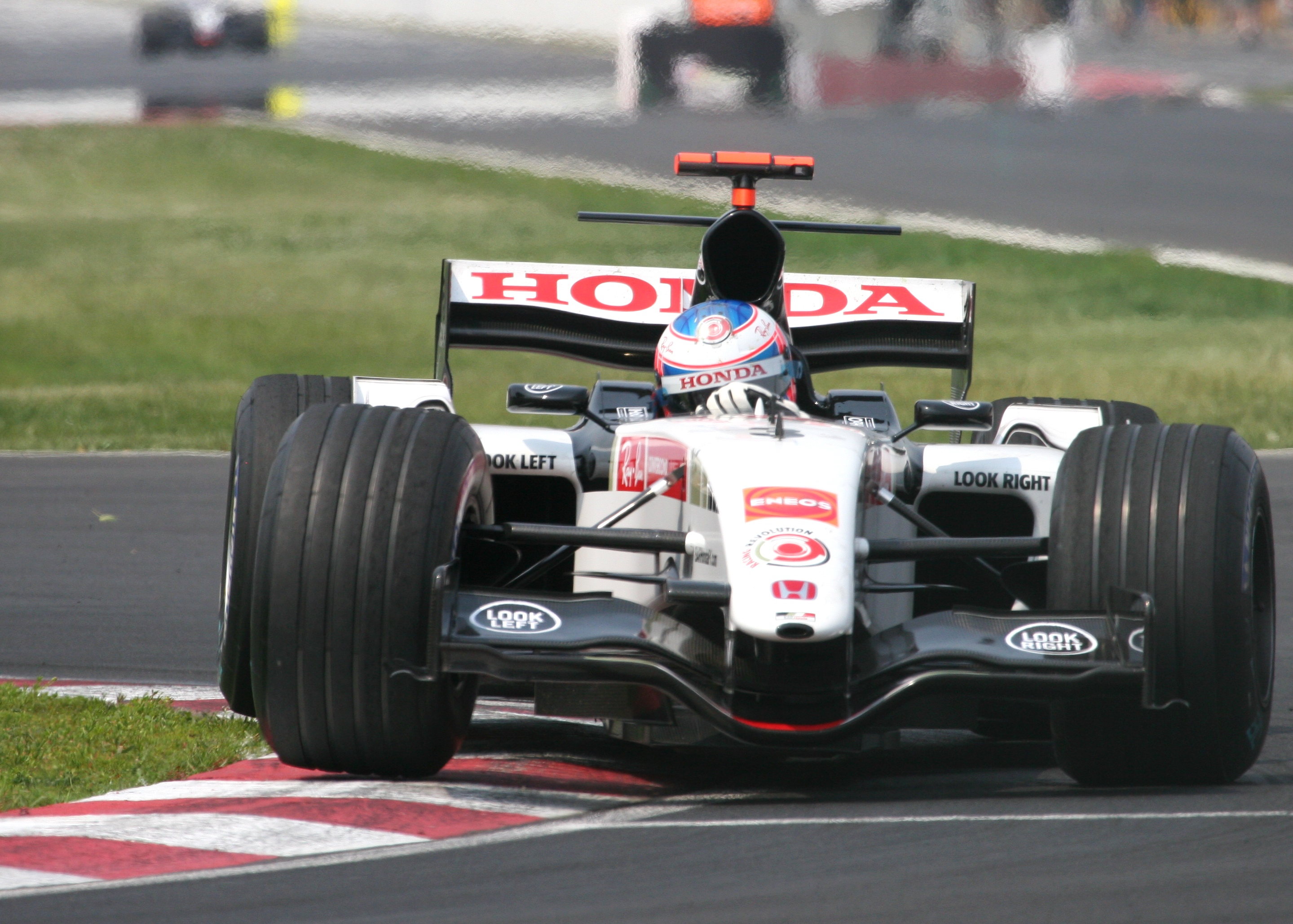
Jenson Button à bord de la BAR 007 au Grand Prix du Canada 2005.

Après la saison 2004 qui a vu les BAR 006 de Button et Satō décrocher la deuxième place du championnat des constructeurs, derrière la Scuderia Ferrari, l'écurie de Brackley entend poursuivre sa montée en puissance en 2005. Les nombreux changements de règlements redistribuent les cartes et, dès l'intersaison, la 007 se révèle être moins performante que sa devancière.
Dès le premier Grand Prix de la saison, en Australie, après une séance qualificative perturbée par la pluie, les 007 sont huitième (Button) et onzième (Satō). Après une course anonyme (11e et 14e), les BAR rentrent aux stands dans le dernier tour pour contourner l'obligation de conserver le même moteur durant deux Grands Prix. Cette exploitation du règlement, qui sera modifié par la FIA juste après l’événement, reflète les déboires à venir pour l'écurie.
En Malaisie, Takuma Satō ne prend pas le départ de la course, et Anthony Davidson, troisième pilote de l'écurie, le remplace dans le baquet de la 007 frappée du numéro 4. Les moteurs des deux pilotes cassent presque simultanément au troisième tour. À Bahreïn, les deux BAR sont onzième (Button) et treizième (Satō) sur la grille, et les deux pilotes abandonnent.
À Saint-Marin, à l'issue d'une course solide, Button termine troisième et Satō cinquième, avant une double-disqualification pour cause de "double-réservoir". L'écurie écope, de plus, de deux courses de suspension. Après cet événement, les performances de Jenson Button s'améliorent avec pole position au Canada et dix arrivées consécutives dans les points de Magny-Cours à Shanghai, dont deux troisièmes places en Allemagne et à Spa (37 points). Satō par contre n'inscrit qu'un seul point, en Hongrie.
Button sauve la saison de son équipe et ses performances sont encourageantes pour 2006, d'autant que l'équipe est rachetée par Honda et que Rubens Barrichello remplace Satō.

## BAR 007B
Lors de l'intersaison 2005-2006, Honda Racing F1 Team, ayant racheté BAR, engage une version B de la 007 pour tester le moteur V8 Honda RA806E de 2006. La monoplace est pilotée par Jenson Button et le pilote essayeur de l'écurie, Anthony Davidson.

## Résultats en championnat du monde de Formule 1

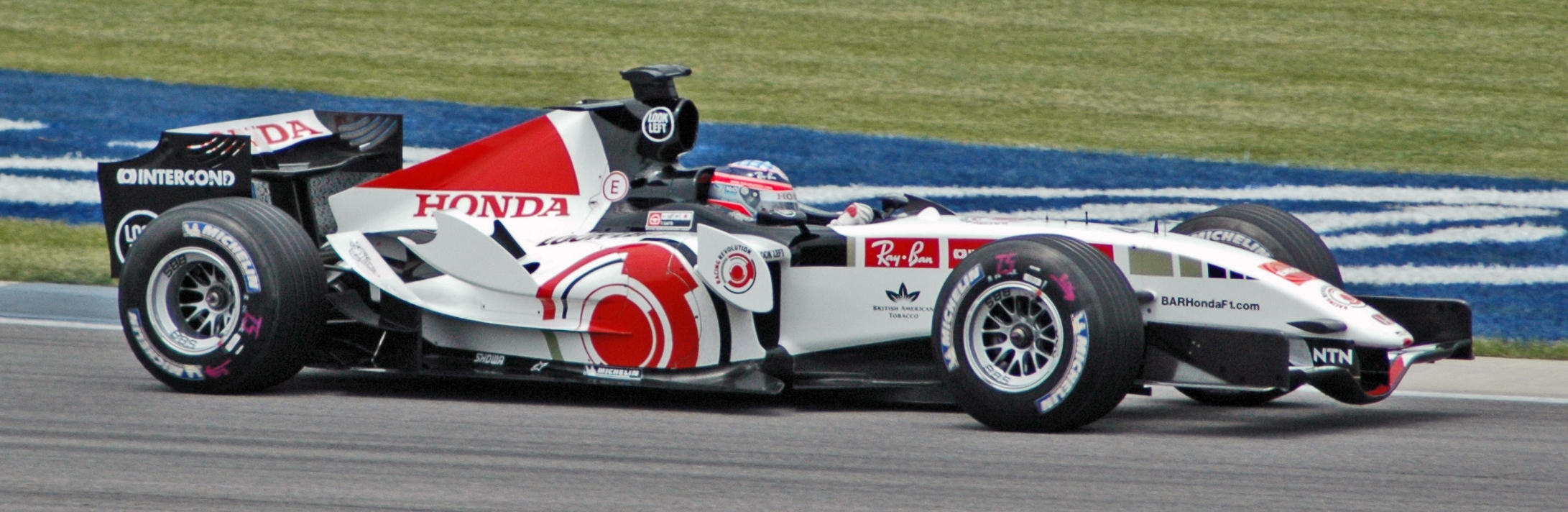
Takuma Satō au volant de la BAR 007

| Saison | Écurie                 | Moteur           | Pneus    | Pilotes          | Courses | Courses | Courses | Courses | Courses | Courses | Courses | Courses | Courses | Courses | Courses | Courses | Courses | Courses | Courses | Courses | Courses | Courses | Courses | Points inscrits | Classement |
| Saison | Écurie                 | Moteur           | Pneus    | Pilotes          | 1       | 2       | 3       | 4       | 5       | 6       | 7       | 8       | 9       | 10      | 11      | 12      | 13      | 14      | 15      | 16      | 17      | 18      | 19      | Points inscrits | Classement |
| ------ | ---------------------- | ---------------- | -------- | ---------------- | ------- | ------- | ------- | ------- | ------- | ------- | ------- | ------- | ------- | ------- | ------- | ------- | ------- | ------- | ------- | ------- | ------- | ------- | ------- | --------------- | ---------- |
| 2005   | Lucky Strike BAR Honda | Honda V10 RA005E | Michelin |                  | AUS     | MAL     | BAH     | SMR     | ESP     | MON     | EUR     | CAN     | USA     | FRA     | GBR     | ALL     | HON     | TUR     | ITA     | BEL     | BRÉ     | JAP     | CHI     | 38              | 6e         |
| 2005   | Lucky Strike BAR Honda | Honda V10 RA005E | Michelin | Jenson Button    | 11e     | Abd     | Abd     | Dsq     | Dsq     | Dsq     | 10e     | Abd     | Np      | 4e      | 5e      | 3e      | 5e      | 5e      | 8e      | 3e      | 7e      | 5e      | 8e      | 38              | 6e         |
| 2005   | Lucky Strike BAR Honda | Honda V10 RA005E | Michelin | Takuma Satō      | 14e     |         | Abd     | Dsq     | Dsq     | Dsq     | 12e     | Abd     | Np      | 11e     | 16e     | 12e     | 8e      | 9e      | 16e     | Abd     | 10e     | Dsq     | Abd     | 38              | 6e         |
| 2005   | Lucky Strike BAR Honda | Honda V10 RA005E | Michelin | Anthony Davidson |         | Abd     |         |         |         |         |         |         |         |         |         |         |         |         |         |         |         |         |         | 38              | 6e         |

Légende : ici 